# Farfahān
Farfahān (persiska: فرفهان) är en ort i Iran.   Den ligger i provinsen Markazi, i den centrala delen av landet, 260 km sydväst om huvudstaden Teheran. Farfahān ligger 1 802 meter över havet och antalet invånare är 841.
Terrängen runt Farfahān är en högslätt.Runt Farfahān är det ganska tätbefolkat, med 67 invånare per kvadratkilometer. Närmaste större samhälle är Khomeyn, 4,1 km söder om Farfahān. Trakten runt Farfahān består i huvudsak av gräsmarker.